# Jules Jamin
Jules Célestin Jamin (Termes, Ardennes, 1818. május 30. − Párizs, 1886. február 12.) francia fizikus.

## Élete
Előbb Reimsben tanult, majd 1838-tól az École normale supérieure-re járt. A fizika tanára volt a Collège Louis le Grand-on Párizsban, később az École polytechnique-on oktatott. 1868-ban az akadémia tagja, 1884-ben pedig titkára lett. Különösen az optikával, hővel és mágnességgel foglalkozott. Kísérleteivel kimutatta, hogy a mágneses erő székhelye a mágneses acél felszínén keresendő; ezért vékony mágnesezett acélpléh-lemezekből állított egybe igen erős mágneseket. Nevezetesebb munkái: Cours de physique de l'école polytechnique (Párizs, 1883—89, 4 kötet) és Petit traité de physique (1870). Ez utóbbit magyarul átdolgozta Kont Gyula a következő címen: A kisérleti természettan tankönyve (2. kiad. Budapest, 1876—78). 

## Családja
Becquerel apósa volt. 

## Emlékezete
Neve megtalálható az Eiffel-tornyon megörökített nevek listáján.